# St. Peter und Paul (Amelunxen)

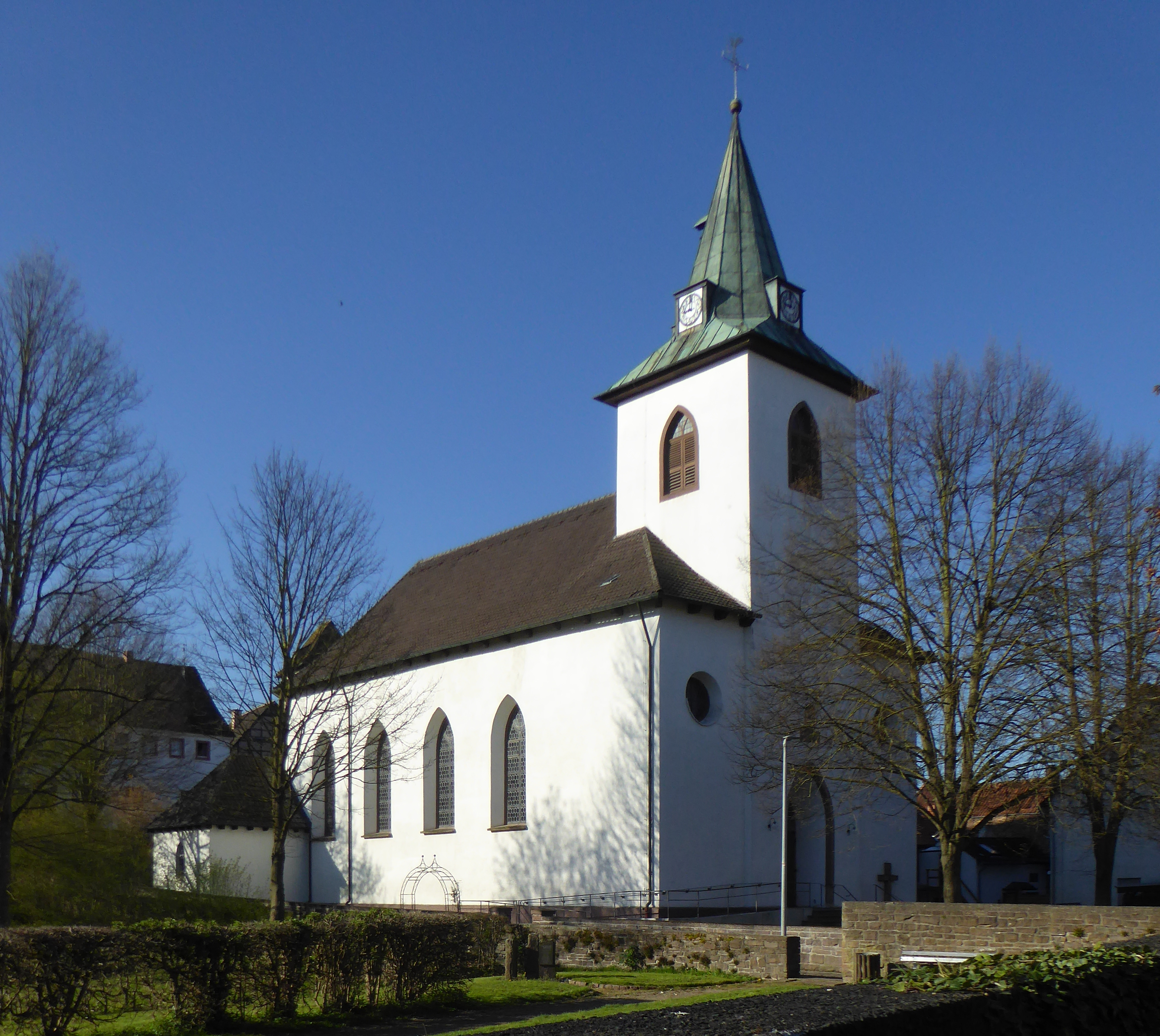
St. Peter und Paul in Amelunxen

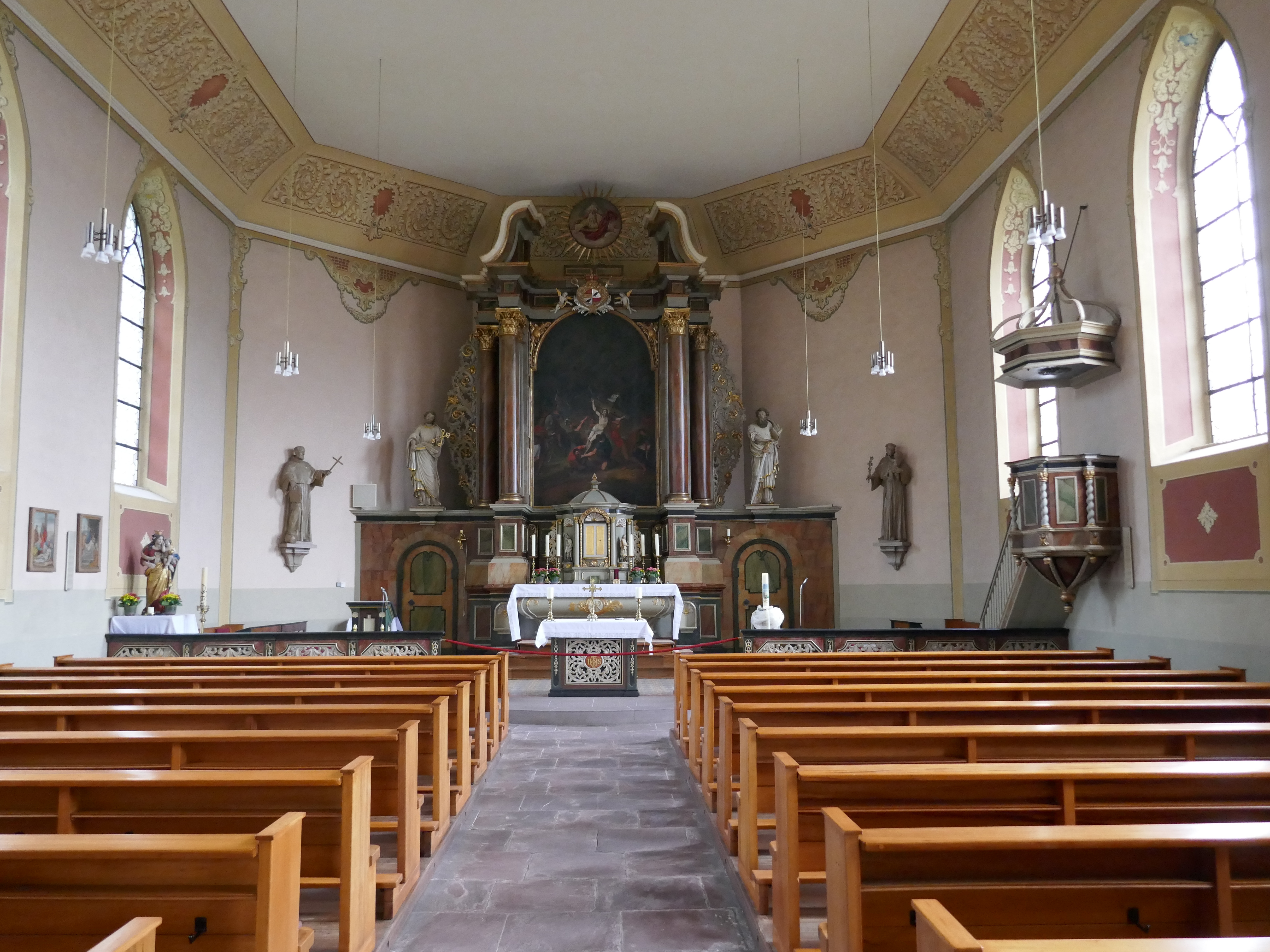
Innenansicht

Die Kirche St. Peter und Paul ist eine römisch-katholische Kirche in Amelunxen, einem Ortsteil der Stadt Beverungen im Kreis Höxter in Westfalen. Sie gehört zum Dekanat Höxter im Erzbistum Paderborn.

## Geschichte
Bis zur Reformation diente die 1118 geweihte und 1332 der Abtei Corvey inkorporierte romanische Georgskirche als Pfarrkirche des Ortes, die mit dem Übertritt der Gutsfamilie von Amelunxen zum Protestantismus evangelisch wurde. Im sogenannten Amelunxer Rezess des Reichskammergerichts wurde die Kirche 1651 endgültig den Protestanten zugestanden, um dann durch den Administrator der Abtei Corvey, Fürstbischof Christoph Bernhard von Galen, im Gnaden- und Segensrezess von 1674 bis zur geplanten Errichtung einer eigenen katholischen Kirche von beiden Konfessionen als Simultankirche genutzt zu werden. Ein zweiter, katholischer Kirchenbau unterblieb auch, als 1695 der Paderborner Fürstbischof Hermann Werner von Wolff-Metternich zur Gracht Schloss Amelunxen zur Gründung eines Fideikommisses erwarb.
Aufgrund der sich daraus ergebenden Spannungen stiftete schließlich der letzte Corveyer Fürstbischof Ferdinand von Lüninck 1818 aus privaten Mitteln einen Kirchenneubau, wie es heißt, als Sühne für seine Zustimmung zum Verkauf der 1804 säkularisierten Marienkirche in Höxter. Die Grundsteinlegung der Kirche erfolgte am 11. August 1818 durch Pfarrer Schröder, ihre Weihe am 30. Mai 1822 durch den Corveyer Generalvikar Carl Alexander von Schade. Die Inschrift mit dem Wappen des Fürstbischofs über dem Haupteingang gibt das Jahr 1821 als Baudatum aus.

## Architektur und Ausstattung
Die St.-Peter-und-Paul-Kirche stellt einen ostseitig polygonal geschlossenen Saalbau mit gotisierenden Spitzbogenfenstern und einem eingezogenen Westturm mit bekrönendem Spitzhelm dar. Ausstatten ließ Fürstbischof Ferdinand die Kirche mit Hochaltar, Kanzel und Kommunionbank der  Marienkirche in Höxter, so dass hier insgesamt ein barocker Innenraum entstand. Der Hochaltar enthält eine dem Paderborner Hofmaler Johann Georg Rudolphi zugeschriebene Darstellung der Aufrichtung des Kreuzes, seitlich des Hochaltars stehen die Statuen der beiden Kirchenpatrone Petrus und Paulus. Aus der Minoritenkirche Höxter stammen auch die 1746 geschaffenen Statuen der Heiligen des Franziskanerordens Franz von Assisi, Antonius von Padua, Ludwig von Toulouse und Bonaventura an den seitlichen Wänden der Kirche. Die Kirche besitzt ferner eine barocke Madonnenstatue aus der Werkstatt des Bildhauers Heinrich Papen.

## Orgel

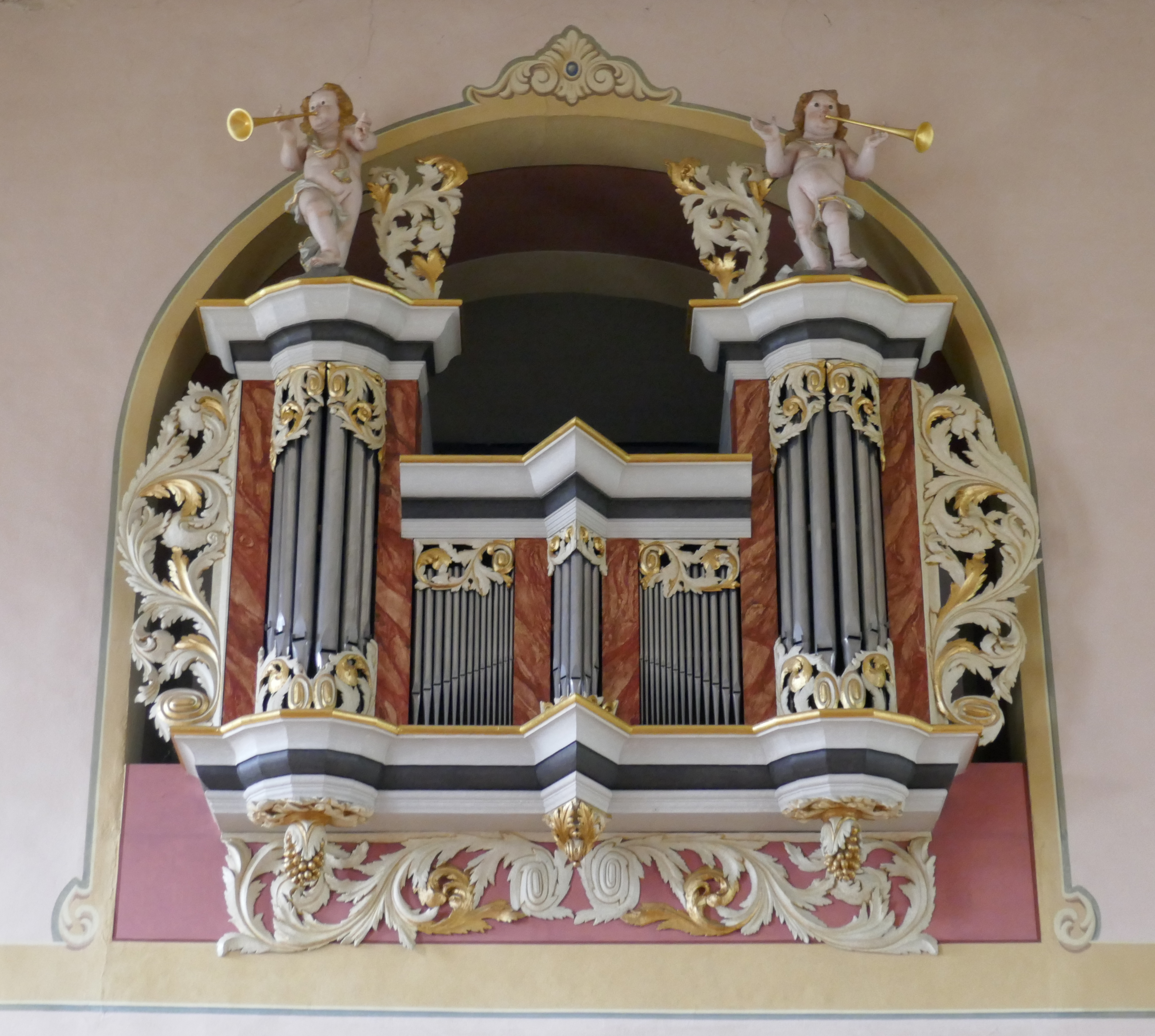
Orgel

Die Orgel war ursprünglich für die Abteikirche Corvey erbaut worden und wurde von dort 1823 überlassen. Nach Rudolf Reuter handelte es sich dabei aufgrund der weitgehenden Übereinstimmung der Disposition um die 1681 von Andreas Schneider erbaute Chororgel, die ohne ihr Rückpositiv übertragen worden sei. Denkbar ist auch, dass es sich um das 1718 von Johann Matthias Naumann zugefügte ehemalige Rückpositiv der Corveyer Hauptorgel handeln könnte. Für 1896 ist die (weitgehend noch barocke) Disposition belegt:
| I Manual C– |     |
| Bordun      | 16′ |
| Prinzipal   | 8′  |
| Gedackt     | 8′  |
| Spitzflöte  | 8′  |
| Praestant   | 4′  |

| (Fortsetzung) |       |
| Gemshorn      | 4′    |
| Quinte        | 2 ⁄3′ |
| Octav         | 2′    |
| Mixtur III    |       |
| Trompete      | 8'    |

1907 erfolgte ein Neubau des Werks unter Hinzufügung eines Pedals auf pneumatischen Kegelladen durch Friedrich Wilhelm Stegerhoff aus Paderborn, wobei das Gehäuse adaptiert wurde. Das zweite Manual basiert auf Wechselschleifen. 2002 wurde die Orgel durch Siegfried Sauer restauriert.
| I Manual C–g3   |     |
| Bordun          | 16′ |
| Prinzipal       | 8′  |
| Hohlflöte       | 8′  |
| Gedackt         | 8′  |
| Salicional      | 8′  |
| Octave          | 4′  |
| Rohrflöte       | 4′  |
| Rauschquinte II |     |

| II Manual C–g3 |    |
| Hohlflöte      | 8′ |
| Gedackt        | 8′ |
| Salicional     | 8′ |
| Rohrflöte      | 4′ |

| Pedal C–f1 |     |
| Subbass    | 16′ |
| Octavbass  | 8′  |

- Koppel: I/P